# 御射鹿池

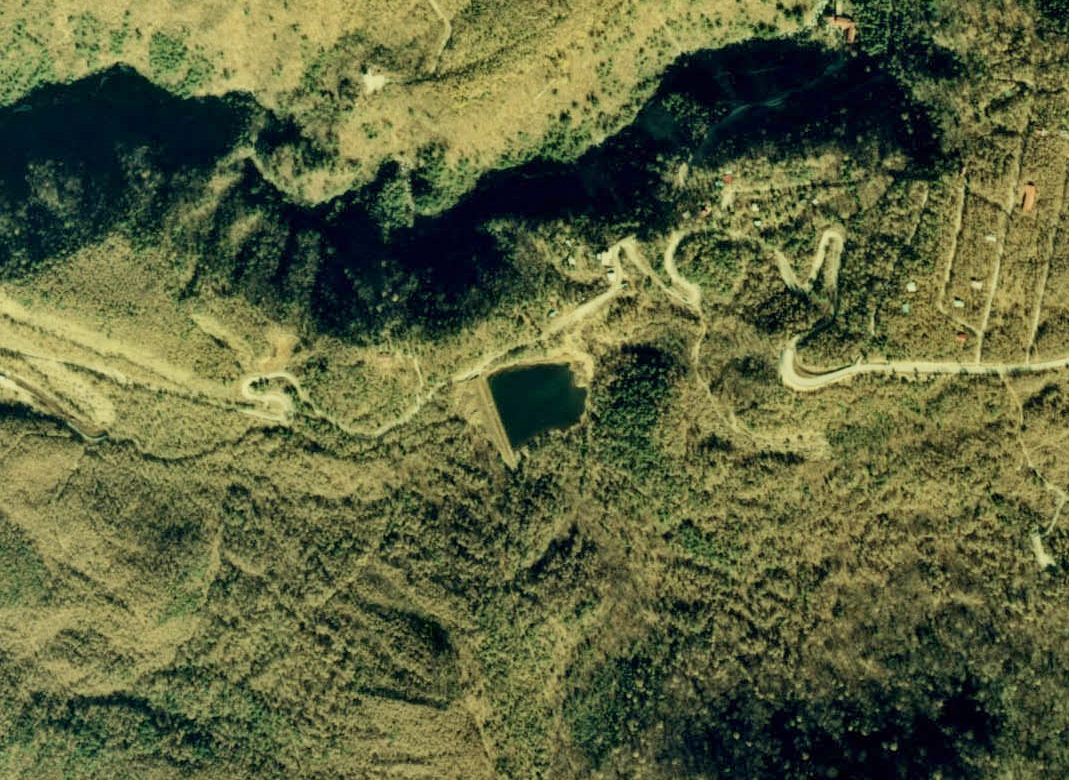
御射鹿池周辺の空中写真。1976年撮影。
。

御射鹿池（みしゃかいけ）は、長野県茅野市豊平にあるため池である。池の面積は約0.1ヘクタール、最大水深は8メートル、貯水量は2万6000立方メートルである。
周辺は八ヶ岳中信高原国定公園に指定されており、2010年（平成22年）3月25日には農林水産省のため池百選に選定された。

## 概要
池がある横谷渓谷は奥蓼科温泉郷に代表される、酸性の冷鉱泉の影響と1,100メートルの高地に由来する冷害に苦しんできた。1933年（昭和8年）、ため池として御射鹿池が完成した。流れ込む冷たい水を留め、温めることによって農業用水として使用できるようになった。渋川から引いた2万6000立方メートルの潅漑用水を湛えている。水源が魚などは生息できない程に酸性が強く稲作にも適さない問題を湧水からの加水によって解決を図る。
日本画家・東山魁夷の1972年（昭和47年）の作品『緑響く』のモチーフとして有名な池である。
このため観光客に人気があり、外国人も多く訪れるようになった。茅野市が転落防止用の柵付き遊歩道や駐車場を整備しているほか、市や地元の笹原観光まちづくり協議会推進事務局などがツアーを実施している。

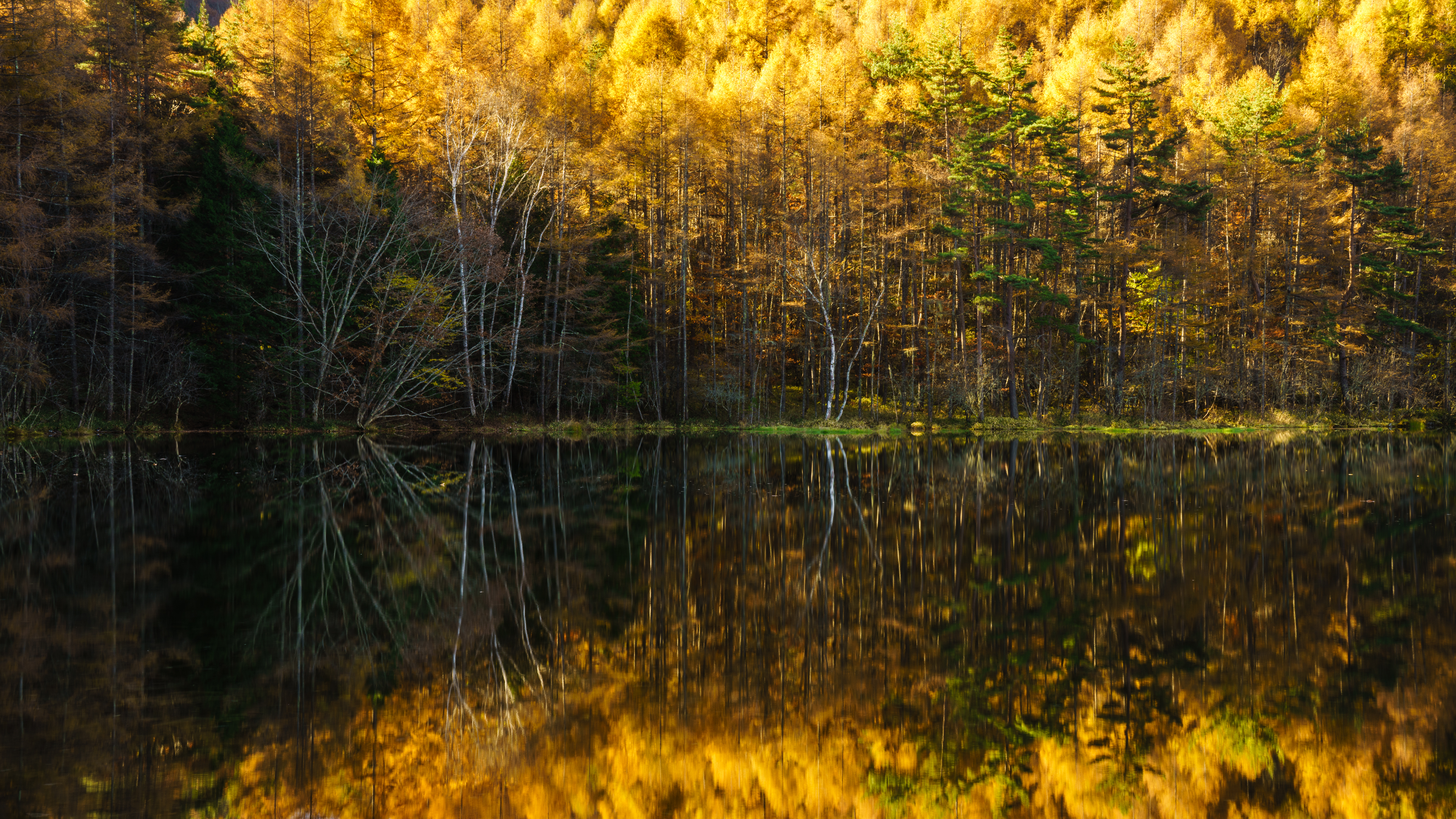
秋の御射鹿池

## 名前の由来
「御射鹿池」の名は、諏訪大社に伝わる神に捧げるための鹿を射るという神事、御射山御狩神事にその名前の由来があると云われている。諏訪大明神が狩りをする場所として「神野」と呼ばれ神聖な土地であった。

## 自然
カモやルリイトトンボ・蝶々等が生息しており、水辺にはキキョウ、ユリが植栽されている。湖水はpH4前後の強酸性であり、湖底に酸性水を好むチャツボミゴケが繁茂し、湖面に木々がきれいに映る要因となっている。

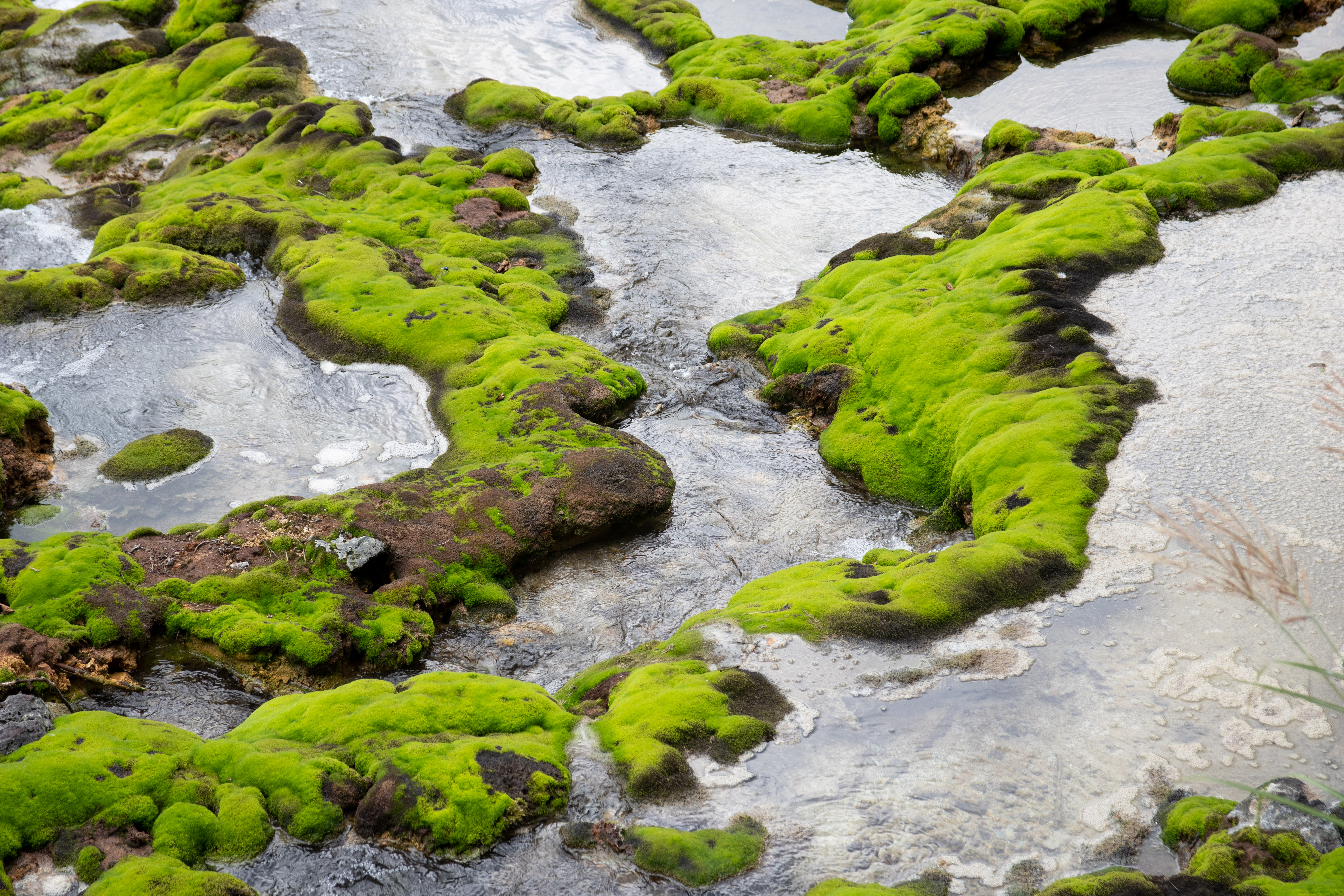
チャツボミゴケ（学名：Jungermannia vulcanicola）

## アクセス

### 道路
- 長野県道191号渋ノ湯堀線 明治温泉口

### 路線バス
- 中央本線茅野駅西口バス1番のりばで「奥蓼科渋の湯線」に乗車し、「明治温泉入口」停留所下車[7]。